# 육척봉

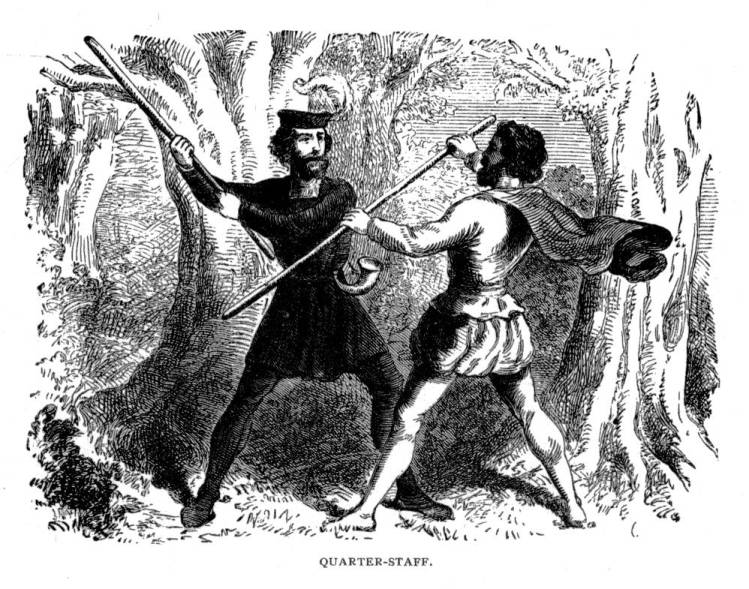
육척봉을 휘두르는 격투가들.

육척봉(六尺棒, 영어: quarterstaff)은 중세 잉글랜드에서 사용되었던 무기이다. 2 미터 정도 되는 나무 막대 하나로 만드는데, 간혹 끝을 금속 소재를 가지고 강화하기도 한다.

## 어원
육척봉은 영어로 "쿼터스태프"영어: quarterstaff라고 하는데, quarterstaff의 어원은 불확실하다. 스태프(영어: staff)와의 상대적인 길이를 가지고 사람들이 quarterstaff라고 이름을 지었다는 것은 어불성설이다. 사람들은 막대를 잡는 손의 위치를 가지고 그 어원을 추정해보기도 한다. 일단 육척봉의 1/2 지점 한가운데를 한 손으로 잡고 다른 손으로는 육척봉의 1/4 지점을 잡았기 때문에 quarterstaff라는 이름이 붙었다는 추정이다. 하지만 이것은 아마도 잘못된 어원이다. 당시 육척봉을 실제로 어떻게 잡았는지에 대한 문헌이 남아 있지 않기 때문이다. 다른 어원 추정으로는 나무에서 막대를 잘라내는 방법과 이름이 관련있다는 설이 있으며, 무기 소지자의 키 * 1.25 정도의 길이였기 때문에 이름이 붙었다는 설이 있다. 육척봉은 살상용 무기가 아니었기 때문에, "giving quarter"(싸움에서 진 자에게 아량을 베푼다는 의미)라는 행동과 무기의 이름이 관련있다는 설도 있다.

## 설명
육척봉의 재료가 되는 나무의 종류는 참으로 다양하다. 보통 서양물푸레나무, 참나무, 개암나무, 산사나무 등으로 만들었다. 끝에는 금속 꼬챙이나 덮개를 달기도 하였는데, 한쪽 끝에만 달 수도 있었고 양쪽 끝에 다 달 수도 있었다. 잉글랜드 엘리자베스 시대나 자코비안 시대의 문헌에 그림이 더러 수록되어 있다.
육척봉의 길이는 다양하다. 1.8 m에서 2.7 m 정도 되었다. (피트 단위로는 6에서 9피트) 근세에 사용된 롱 스태프(long staff)은 3.6 내지 5.4 m (12에서 18피트) 정도 되었다. 시간이 흐를수록 육척봉은 보다 짧아지고 가벼워진 것으로 추정된다. 한편, 3 m 스태프(대나무로 만들었다.)는 빅토리아 시대에 와서도 더러 사용되었다.
육척봉은 사실상 양손으로 잡는(two-handed) 몽둥이였다. 한데, 무게 배분은 육척봉 전체에 대하여 균등하였다. (예외적으로 일부는 끝의 무게가 강화되기도 하였다.) 몽둥이처럼 "때리는" 식으로 사용되었을 뿐만 아니라 창처럼 "찌르는" 식으로도 쓰였다. 이 무기를 다루는 무예는 다른 막대기형 무기와 닮아있다. 하지만 육척봉은 다른 막대기형 무기에 대한 연습용 무기로서 자주 쓰였다. 초식에는 막기, 찌르기, 휘두르기 등의 종류가 있었다.

## 역사
쿼터스태프는 잉글랜드 역사에 있어서 흔한 무기였다. 로빈 후드 전설에서는 리틀 존이 가장 잘 다루는 무기로서 등장한다.

## 같이 보기
- 봉 (무기)
- 파울루스 헥토르 마이어
- 요하네스 리히테나워